# Multimédia

Multimédia jsou kombinace forem obsahu:
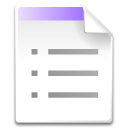
Text
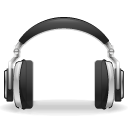
Audio
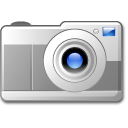
Obrázky
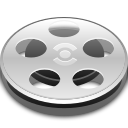
Animace
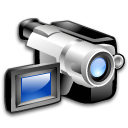
Video
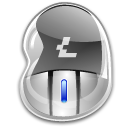
Interaktivita

Multimédia jsou oblast informačních a komunikačních technologií, která je charakteristická sloučením audiovizuálních technických prostředků s počítači či dalšími zařízeními. Jako multimediální systém se označuje souhrn technických prostředků (např. osobní počítač, zvuková karta, grafická karta nebo videokarta, kamera, mechanika CD-ROM nebo DVD, příslušný obslužný software a další), který je vhodný pro interaktivní audiovizuální prezentaci.
Od počátku 90. let 20. století se začalo používat označení multimediální aplikace nebo multimediální software, které využívaly kombinace textových, obrazových, zvukových či animovaných nebo filmových dat. V roce 1991 vydalo konsorcium pod vedením společnosti Microsoft specifikaci standardního multimediálního počítače (MPC). Ta byla v dalších letech několikrát aktualizována, dnes jsou prakticky všechny osobní počítače multimediální.